# Jižní Vazíristán

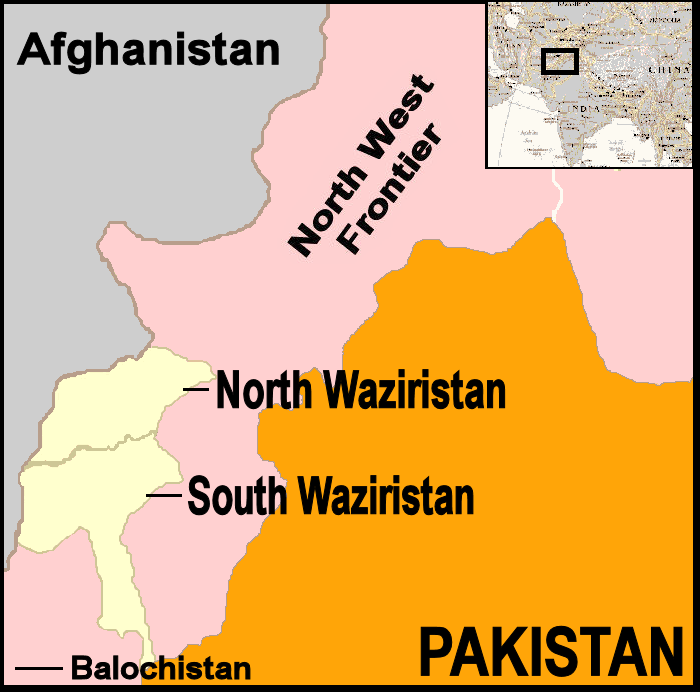
Mapa Severního a Jižního Vazíristánu

Jižní Vazíristán (paštunsky جنوبی وزیرستان‎) je jižní částí Vazíristánu, hornatého regionu v severozápadním Pákistánu na hranici s Afghánistánem. Spadá pod Federálně spravovaná kmenová území.
Na obyvatele je bohatší než Severní Vazíristán — ten má jen (údaje z roku 1998) zhruba 361 tisíc obyvatel, zatímco jižní Vazíristán má zhruba 430 tisíc obyvatel. Je větší i rozlohou – má 6618 kilometrů čtverečních.